# Nikolausberg
Nikolausberg este o arie protejată (arie specială de conservare — SAC, sit de importanță comunitară — SCI) din Austria întinsă pe o suprafață de 0,56 ha, integral pe uscat.

## Localizare
Centrul sitului Nikolausberg este situat la coordonatele 47°36′13″N 13°08′43″E / 47.6037°N 13.1453°E.

## Înființare
Situl Nikolausberg a fost declarat sit de importanță comunitară în decembrie 2018 pentru a proteja 1 specie de plante. Situl a fost protejat și ca arie specială de conservare în decembrie 2020.

## Biodiversitate
Situată în ecoregiunea alpină, aria protejată nu include niciun habitat protejat.
La baza desemnării sitului se află o specie protejată de  plante: Mannia triandra.